# Freedom Ship
Freedom Ship – projekt ogromnego statku – „pływającego miasta”, który stworzył Norman Nixon.
Miałby on mieć 1400 m długości (4500 stóp), 230 m szerokości (750 stóp) oraz 110 m wysokości (350 stóp).
Freedom Ship byłby cztery razy dłuższy niż RMS Queen Mary 2 i trzykrotnie dłuższy od największej dotychczas zbudowanej jednostki pływającej TT Knock Nevis.
W założeniu Freedom Ship ma stanowić wyjątkową przestrzeń do życia, pracy, wypoczynku. Będąc stale w drodze, miałby cyklicznie okrążać świat.
Obecny stan rozwoju techniki nie umożliwia budowania tak dużych jednostek. Widać to na przykładzie tendencji w budowie tankowców. Do pewnego momentu obserwowano wzrost wielkości budowanych jednostek. Teraz pozostaje ona na stałym poziomie. Osiągnięto bowiem maksymalne wyniki w rozmiarze budowanych jednostek przy istniejących granicach bezpieczeństwa. Decydują o tym ogromne przeciążenia, jakim podlegają duże jednostki w czasie rejsów, bywające przyczyną katastrof na morzu.
Wzmianka na temat planów budowy Freedom Ship pojawiła się z jednym z odcinków programu Extreme Engineering transmitowanym przez kanał Discovery Channel.

## Budowa
Firma Freedom Ship International poinformowała w 1999 roku, że koszt produkcji głównej konstrukcji został zaplanowany na 6 miliardów dolarów amerykańskich. W roku 2002, zaplanowany budżet zmodyfikowano, otrzymując wyliczenia kosztowe na poziomie 11 miliardów USD. Ostatnia informacja na stronie firmy, z lipca 2008 roku zawierała notatkę prasową wyjaśniającą trudności z uzyskaniem zabezpieczenia finansowego inwestycji.